# 興浜線
興浜線（こうひんせん）は、日本国有鉄道（国鉄）が計画していた北海道紋別郡興部町の興部駅と枝幸郡浜頓別町の浜頓別駅間の鉄道路線である。一部区間が興浜北線・興浜南線として開業したものの、全通することなく1985年に廃止された。

## 概要
改正鉄道敷設法別表第145号前段に規定された「北見国興部ヨリ幌別、枝幸ヲ経テ浜頓別ニ至ル鉄道」である。興浜線が計画されたのは、オホーツク海沿岸の村は海産物や農林産業によって発展していたものの、冬季には流氷によって港が凍結し、経済や発展が滞ってしまっていたため、季節を問わず輸送が可能な鉄道の建設が求められたからである。また、オホーツク海を挟んで、ソビエト連邦に対峙する地理的環境から、資材や兵士を輸送する交通網の整備も必要であった。
このうち、興部 - 雄武間が1935年（昭和10年）9月15日に興浜南線として、北見枝幸 - 浜頓別間が1936年（昭和11年）7月10日に興浜北線として先行開業したが、開業区間も太平洋戦争の激化により1944年（昭和19年）11月1日に不要不急線として休止され、バスによる代替輸送が行われた。太平洋戦争後の1945年（昭和20年）12月5日に休止区間は復旧のうえ営業が再開された。

### 工事状況
未成区間は1956年（昭和31年）2月24日に調査線、1957年（昭和32年）4月3日に工事線となり、1958年（昭和33年）7月20日に雄武 - 北見音標間、1960年（昭和35年）4月13日には雄武 - 北見枝幸間の全線が着工認可された。
路線検討では、北見音標付近から歌登を経て北見枝幸に至るルートと、海岸沿いに北見枝幸に至るルートの2案があったが、海岸沿いルートに決まった。
1961年（昭和36年）9月から用地買収が始まったが、実際の工事着手は日本鉄道建設公団の発足後となり、1965年（昭和40年）4月7日に雄武 ‐北見音標間（18.5km）の工事実施計画が認可され、 1966年（昭和41年）5月25日に雄武町内で着工式を行った。当時、雄武 - 北見音標間は1970年（昭和45年）の開業、残る北見音標 - 北見枝幸間の完成は1975年（昭和50年）を予定していた。
その後、1967年（昭和42年）に雄武トンネル（延長325m、1967年8月完成）を含む市街地部、1968年（昭和43年）に元稲府付近、1969年（昭和44年）に音稲府川橋梁（延長78m、1969年9月完成）を含む音稲府付近の工事が完成し、引き続き北見音標付近までの工事を発注する予定で、1971年（昭和46年）秋に雄武 - 北見音標間の開業を目処とし、1975年の全線開業予定とされた。未着工だった北見音標 - 北見枝幸間は1958年に測量が行われた後、一時期中断されていたが、1969年から測量が再開された。
両端の興浜南線と興浜北線は1968年9月4日、国鉄諮問委員会から赤字83線に含められ、建設工事への影響が懸念されたが、1969年度も前年度と同額の1億3,000万円の予算がついて工事は継続され、雄武 - 北見枝幸間の測量設計、雄武 - 北見音標間の用地買収と路盤工事が行われた。日本鉄道建設公団札幌支社では「ローカル線の赤字は、ヒゲ線だから出るのだ。だから、新線工事も部分開業は差し控え、全線開通の方向で進めたい」と話していた。
しかし、工事は捗らず、1971年度時点では雄武 - 北見音標間の路盤工事に留まり、総工費41億円のうち同年度までの予算は7億8900万円しかつかなかった。一方、日本鉄道建設公団雄武鉄道建設事務所の担当者は「平坦な工事なので、予算さえ多くつけば1年半もかからない」と発言していた。
その後、雄武トンネル、幌内川橋梁（延長159m、1973年完成）や音標川橋梁（延長128m、1973年完成）など橋梁39ヶ所を含め、雄武 - 北見音標間は1973年度（昭和48年度）までにほぼ路盤が完成し、北見音標 - 北見枝幸間についても一部区間が着工された。日本鉄道建設公団は1970年4月、北見音標 - 北見枝幸間で「新幹線の耐寒性試験線」の構想を打ち出した。1971年から着工し、1972年（昭和47年）と1973年の2年間、積雪地においても時速200km以上で安全に走行するための車両やパンタグラフの構造、架線の張り方、除雪方法などを研究するという計画でテストを行い、その後、在来線に転用するという方策で、沿線自治体は建設を誘致しようとしていたが、結局は誘致に失敗し、実現しなかった。同区間が選ばれた理由としては「オホーツク海に面して気象条件が厳しい」「地形が平坦でテストに適している」「積雪量もそれなりにある」ことが挙げられた。
1974年（昭和49年）5月31日に北見音標 - 北見枝幸間（33km）の工事実施計画が認可され、1975年度（昭和50年度）は調査測量設計を行い、1976年度（昭和51年度）は西音標付近の路盤工事に着手した。1976年度時点の総工費は87億円（雄武 - 北見音標間20億3900万円、北見音標 - 北見枝幸間66億6100万円）で、1975年度までに9億200万円を投入し、そのうち8億3500万円が雄武 - 北見音標間、6700万円が北見音標 - 北見枝幸間に投入された。その後、北見音標駅予定地から約2km先までの路盤が完成し、風烈布駅予定地の北側では築堤の工事も行われ、1978年度（昭和53年度）には風烈布川橋梁（延長186m）の建設に着手した。当時は1980年度（昭和55年度）末までに全線開業という計画とし、1979年（昭和54年）5月時点で路盤工事の進行率は43%に至っていた。
しかし、1979年度の工事予算は前年度比5000万円減の1億円に抑えられ、工事継続に必要な費用配分にとどめられる最下位の第4グループにランク付けされた。同年度は北見音標 - 風烈布間の立体交差2ヶ所と路盤造成（延長740m）が行われたが、開業時期は未定となっていた。
線路種別は単線・丙線、最急勾配は16‰、最小曲線半径は500m、雄武 - 北見枝幸間での橋梁は114ヶ所（総延長2398m）、トンネルは1ヶ所（雄武トンネル、延長325m）だった。
地元地方自治体では、国鉄・市町村・道の共同出資による（第三セクター形式の）鉄道経営の別会社を設立し、国鉄が鉄道施設や車両、枝幸町や北海道が公有地を現物出資し、沿線の宅地・観光施設開発といった土地開発と合わせて黒字化を目指す案や、「オホーツク縦貫鉄道構想」に基づいた全線開業案が計画され、1982年（昭和57年）時点では日本鉄道建設公団から工期3年で建設費約100億円の見込みを提示されていた。全線開業後の輸送密度は600人/日と推計していた。
全線開業すれば、オホーツク海の海岸線を真っすぐに抜ける新しい観光ルートができて旅客が増えること、雄武町や枝幸町の水産資源輸送や地域開発が期待されたという。

### 計画断念
1980年の国鉄再建法施行を受けて、1981年度（昭和56年度）の工事予算はゼロ査定とされ、1981年（昭和56年）9月18日には興浜南線・興浜北線とも廃止対象の第1次特定地方交通線に指定された。1983年（昭和58年）10月時点で未成区間は52％の路盤工事を終えていたが、工事は凍結、中止され、建設されていた構造物も放棄された。風烈布 - 南枝幸信号場間は未着工のまま終わった（南枝幸信号場 - 北見枝幸間は美幸線の工事として着工）。工事費は12億円が投じられた。跡地46.3haは雄武町と枝幸町に譲渡されている。
興浜南線・興浜北線も含めた第三セクター化も検討され、北海道では出資の可能性を探ることにし、地元側の計画を洗い直し、出資の規模や民間資本導入の可能性、赤字対策を中心とした第三セクター経営上の問題点などを検討した。
1984年（昭和59年）に道が計量計画研究所に委託した第三セクター化可能性調査では、1985年（昭和60年）に第三セクター化、1987年（昭和62年）に全線開業するとし、1両ワンマン運転で1日9往復、要員58人の体制による最大見込みとして、沿線自治体の開発計画で示された将来人口想定が実現した場合で、輸送密度は1987年に342人/日、2000年（昭和75年〈平成12年〉）に465人/日と見込んだ。運賃は1985年に現行の50％増し、以後2年ごとに15％ずつ値上げ、経費の上昇率は年4％を見込んだとして、収支見込みは1987年に収入2.8億円に対して支出は6.3億円で3.5億円の赤字となり、輸送人員の伸びなどで1990年をピークに赤字幅は減少するものの、2000年でも単年度で1.3億円の赤字で累積損失は27.6億円となり、黒字化が見込めなかった。また、農林業・鉱工業就業人口が過去10年間と同じペースで減り、全人口も過疎化した場合では、2000年の単年度赤字は4.6億円に上った。第三セクターの設立資金は3億円で、道の半額出資に加え、沿線の浜頓別町、枝幸町、雄武町、興部町の他、興浜線の開業で稚内 - 釧路間が一本のレールでつながる「オホーツク本線」を実現させるため、稚内市など同本線沿いの自治体にも出資を求めていた。
北海道知事諮問機関の北海道運輸交通審議会は1984年12月7日、興浜南線と興浜北線のバス転換を答申し、道は12月10日、第三セクター転換を断念した。1985年（昭和60年）7月1日に興浜北線、7月15日には興浜南線とも廃止された。
興浜北線・南線が運行していた当時は、南北両線の終端である雄武駅と北見枝幸駅の間は宗谷バスにより連絡されていた。廃止後は、北紋バスが興浜南線区間を、宗谷バスが興浜北線区間および引き続き雄武 - 北見枝幸間を運行している。

## 設置予定駅
全駅北海道に設置。駅名は雄武駅、北見枝幸駅を除いてすべて仮称。
| 駅名         | キロ程 | 接続路線                             | 所在地       |
| ------------ | ------ | ------------------------------------ | ------------ |
| 雄武駅       | 0.00   | 興浜南線（1985年7月15日廃止）        | 紋別郡雄武町 |
| 元稲府駅     | 2.85   |                                      | 紋別郡雄武町 |
| 北見音稲府駅 | 6.98   |                                      | 紋別郡雄武町 |
| 北見幌内駅   | 10.40  |                                      | 紋別郡雄武町 |
| 枝枝幸駅     | 12.72  |                                      | 紋別郡雄武町 |
| 北見音標駅   | 18.54  |                                      | 枝幸郡枝幸町 |
| 風烈布駅     | 24.35  |                                      | 枝幸郡枝幸町 |
| 乙忠部駅     | 29.66  |                                      | 枝幸郡枝幸町 |
| 北見山臼駅   | 34.85  |                                      | 枝幸郡枝幸町 |
| 徳志別駅     | 38.86  |                                      | 枝幸郡枝幸町 |
| 岡島駅       | 42.40  |                                      | 枝幸郡枝幸町 |
| 南枝幸信号場 | 48.54  | 美幸線（未成）の分岐点               | 枝幸郡枝幸町 |
| 北見枝幸駅   | 51.52  | 興浜北線（1985年7月1日廃止）・美幸線 | 枝幸郡枝幸町 |